# Вілька Вигонівська
Вілька Вигонівська (Вулька-Виґоновська, пол. Wólka Wygonowska) — село в Польщі, у гміні Орля Більського повіту Підляського воєводства. Населення — 125 осіб (2011).

## Історія
Початково називалося Вілька Вагановська, від прізвища боярів Вагановських з Ваганова в Берестейському повіті, які володіли селом.
У 1975—1998 роках село належало до Білостоцького воєводства.

## Демографія
Демографічна структура станом на 31 березня 2011 року:
|          | Загалом | Допрацездатний вік | Працездатний вік | Постпрацездатний вік |
| -------- | ------- | ------------------ | ---------------- | -------------------- |
| Чоловіки | 63      | 14                 | 36               | 13                   |
| Жінки    | 62      | 9                  | 23               | 30                   |
| Разом    | 125     | 23                 | 59               | 43                   |

## Релігія
У селі міститься парафіяльною церквою святого Архангела Михаїла.

## Особистості

### Народилися
- Михайло Бобровський (1784—1848) — слявіст, професор Віленського університету, син місцевого уніятського пароха[2].